# Czatkobatrach
Czatkobatrach (Czatkobatrachus polonicus) – najstarszy opisany płaz bezogonowy półkuli północnej. Nazwa pochodzi od Czatkowic (obecnie osiedle w Krzeszowicach) pod Krakowem, gdzie w kamieniołomach znaleziono skamieniałości fragmentów szkieletu pozaczaszkowego tego płaza.
Elementy kostne opisane jako Czatkobatrachus polonicus pochodzą z brekcji kostnej wypełniającej struktury krasowe powstałe w karbońskich wapieniach w kamieniołomie w Czatkowicach. Brekcję odkrył i wydobył pod koniec lat 70. zespół naukowców z Instytutu Geologicznego UJ, po czym materiał przekazano do Muzeum Ziemi PAN i Instytutu Paleobiologii PAN do dalszych badań.
Wiek zespołu fauny do którego należy Czatkobatrachus określony został na wczesny trias (około 238 milionów lat temu). W materiale kopalnym, uzyskanym metodami chemicznej i mechanicznej preparacji, znaleziono około 40 okazów, w tym niekompletne kości biodrowe, ramienne, łokciowe i liczne kręgi, w tym kręgi ogonowe i dźwigacz. Holotyp czatkobatracha obejmuje opisany w pracy z 1998 roku fragment kości biodrowej, w której wykazano obecność cech przejściowych paleozoicznych płazów temnospondylnych i płazów bezogonowych. Czatkobatrach jest jedynym ogniwem pośrednim między nieco starszym triadobatrachem, a jurajskimi taksonami takimi jak Veraella czy Notobatrachus. Jego obecność we wczesnym trasie Polski sugeruje ogólnoświatowe rozprzestrzenienie przodków żab na ich tak wczesnym etapie ewolucji.
W 2015 roku na krzeszowickim osiedlu Czatkowice powstał postument tzw. prażaby Czatkobatrachus polonicus.